# Adam Wiakowski-Dolina
Adam Kazimierz Wiakowski-Dolina (zm. 9 września 1932 we Lwowie) – polski nauczyciel, polonista, autor prac z historii literatury.
Był wieloletnim (od 1909) nauczycielem języka polskiego w I Gimnazjum w Tarnopolu (później im. Wincentego Pola). W rocznych sprawozdaniach tej szkoły ogłosił kilka prac z dziejów literatury polskiej: "Lilla Weneda" wizerunkiem duszy narodowej (1909, jednocześnie w Księdze pamiątkowej ku uczczeniu setnej rocznicy urodzin Juliusza Słowackiego, tom III, Lwów 1909) oraz Stanisław Trembecki na tle współczesnej epoki (1914). Oficjalnie pozostawał zatrudniony w Tarnopolu przez dwadzieścia lat, do roku szkolnego 1929/1930, ale kilkakrotnie otrzymał dłuższe urlopy na pracę w innych miastach. W roku szkolnym 1924/1925 kierował jedną ze szkół w Radomiu. Od sierpnia 1925 do października 1928 pracował w Gimnazjum Polskim Macierzy Szkolnej w Gdańsku, gdzie zasłynął jako organizator imprez i przedstawień szkolnych; w grudniu 1926 wystawił z uczniami montaż Ad maiora natus.
Zmarł 9 września 1932 we Lwowie po dłuższej chorobie (już w roku szkolnym 1929/1930 pozostawał na urlopie zdrowotnym, po którym nie wrócił do pracy zawodowej).